# Slovenska ljudska stranka (historická)
Slovinská lidová strana (SLS, slovinsky Slovenska ljudska stranka) byla politickou konzervativní stranou křesťansko-sociálního typu působící na slovinských územích Rakouska-Uherska a meziválečného Království Srbů, Chorvatů a Slovinců a Jugoslávie.
Jejím ideovým protivníkem byla v rakousko-uherském i meziválečném období liberální Národní pokroková strana.

## Historie

### Rakousko-Uhersko
Roku 1890 bylo v Kraňsku založeno Katolické politické sdružení (slovinsky Katoliško politično društvo), z nějž o pět let později vznikla Katolická národní strana (slovinsky Katoliška ljudska stranka), v roce 1905 přejmenovaná na Slovinskou lidovou stranu.
Ve volbách v květnu 1907 získala SLS v Kraňsku 10 z 24 slovinských mandátů, těžila přitom ze silného postavení na venkově.
Po anexi Bosny a Hercegoviny strana prosazovala spojení jihoslovanských národů v rámci trialismu, v roce 1912 se dohodla s chorvatskými politiky na společném programu.
V říjnu 1909 byly sjednoceny slovinské politické strany z různých zemí do Všeslovinské lidové strany (Vseslovenska ljudska stranka), v jejímž čele stanul Ivan Šusteršič.
VLS zůstala nejsilnější stranou i po volbách v roce 1911.
Za první světové války Šusteršič vystupoval proválečně a loajálně k rakousko-uherské monarchii. V roce 1917 proti němu vystoupilo stranické křídlo vedené Janezem Krekem a Antonem Korošecem a předložili Májovou deklaraci, požadavek na společný stát jižních Slovanů v rámci monarchie. Proti Šusteršičovi se postavil i lublaňský biskup Anton Bonaventura Jeglič, jeho někdejší spojenec. V listopadu 1917 se Šusteršič pokusil SLS rozpustit, ovšem neuspěl a předsedou strany se stal Korošec.
V říjnu 1918 byla straně nabídnuta císařem Karlem účast ve vládě, kterou Korošec odmítl.

### Království Srbů, Chorvatů a Slovinců
Roku 1920 byl obnoven původní název strany.
V meziválečném období byla SLS vedená Korošecem nejsilnější slovinskou politickou silou. Podporovaly je vesnické a katolické kruhy, pokračovala v prosazování katolického sociální učení a slovinské autonomii. Protože byl její separatismus mírnější chorvatský, spolupracovala s ní centrální vláda v Bělehradě a Korošec působil jako ministr.
Ve volbách do ústavodárné skupštiny 28. listopadu 1920 získala 27 poslanců z celkových 419 (při zisku 111 274 hlasů), v červnu 1921 ji však opustili na protest proti ignorování návrhů na federaci národů.
V obecních volbách 26. dubna 1921 strana obdržela 61 % hlasů a většinu v zastupitelstvech 587 z 832 slovinských obcí. Úspěšně pro ni skončily i parlamentní volby konané 18. března 1923 se ziskem 60,5 % hlasů. V tomto volebním období se stal na Korošec na čas místopředsedou vlády a ministrem národní osvěty.
Po volbách roku 1925 a po smrti Nikoly Pašiće se stala SLS provládní stranou. V posledních demokratických volbách 11. září 1927, kdy už opustila své autonomistické požadavky, získala 59,9 % hlasů. Poté se stala vládní stranou a Korošec působil jako ministr vnitra, a po střelbě v parlamentu spáchané Punišou Račićem se stal v roce 1928 dokonce jako první Slovinec krátce premiérem.

### Jugoslávie
Po nastolení diktatury strana volby v roce 1931 bojkotovala.
V květnu 1932 se při veřejných oslavách Korošcových narozenin demonstrovalo proti diktatuře a vystoupili proti ní i představitelé lidové strany. V dalších měsících se zformoval společně s dalšími stranami včetně chorvatských opoziční blok, proti němuž centrální vláda v roce 1933 zakročila. Korošec byl zatčen a internován.
Po atentátu na krále Alexandra byl Korošec z internace propuštěn. Volby v roce 1935 SLS opět bojkotovala, přesto poté vstoupila do Stojadinovićovy vlády s Korošecem jako ministrem vnitra. Strana se pak stala součástí Stojadinovićem vytvořeného Jugoslávského radikálního sjednocení (JRZ), což v ní vyvolalo kritiku a vnitřní pnutí.
Strana nadále působila v rámci JRZ. Po Korošcově smrti roku 1940 převzal její vedení Miha Krek.
Po skončení druhé světové války byla strana spolu s ostatními zakázána a její představitelé z Jugoslávie emigrovali. 